# تپه مرطلا بالا
تپه مرطلا بالا مربوط به دوران‌های تاریخی پس از اسلام است و در شهرستان دامغان، بخش صید آباد، روستای دشتبو واقع شده و این اثر در تاریخ ۱۲ بهمن ۱۳۸۱ با شمارهٔ ثبت ۷۳۵۳ به‌عنوان یکی از آثار ملی ایران به ثبت رسیده است.